# Yi Jae-Gyeong
Yi Jae-Gyeong (25 de noviembre de 1999) es un deportista surcoreano que compite en saltos de trampolín y plataforma.
Ganó una medalla de bronce en el Campeonato Mundial de Natación de 2024 y tres medallas en los Juegos Asiáticos de 2022 (dos de plata y una de bronce).

## Palmarés internacional
| Campeonato Mundial | Campeonato Mundial | Campeonato Mundial | Campeonato Mundial         |
| Año                | Lugar              | Medalla            | Prueba                     |
| ------------------ | ------------------ | ------------------ | -------------------------- |
| 2024               | Doha (Catar)       | Medalla de bronce  | Trampolín 3 m sincro mixto |
| Juegos Asiáticos   |                    |                    |                            |
| Año                | Lugar              | Medalla            | Prueba                     |
| 2022               | Hangzhou (China)   | Medalla de plata   | Trampolín 3 m sincro       |
| 2022               | Hangzhou (China)   | Medalla de plata   | Plataforma 10 m sincro     |
| 2022               | Hangzhou (China)   | Medalla de bronce  | Trampolín 3 m              |